# Пітер Роно
Пітер Роно (англ. Peter Rono; нар. 31 липня 1967) — кенійський легкоатлет, що спеціалізується на бігу на середні дистанції, олімпійський чемпіон 1988 року.

## Кар'єра
| Рік               | Змагання                     | Місто                | Місце             | Дисципліна        | Примітки          |
| Представник Кенія | Представник Кенія            | Представник Кенія    | Представник Кенія | Представник Кенія | Представник Кенія |
| ----------------- | ---------------------------- | -------------------- | ----------------- | ----------------- | ----------------- |
| 1987              | Чемпіонат світу в приміщенні | Індіанаполіс, США    | 8 (забіги)        | 1500 метрів       | 3:48.81           |
| 1987              | Чемпіонат світу              | Рим, Італія          | 11 (півфінали)    | 1500 метрів       | 3:44.76           |
| 1988              | Олімпійські ігри             | Сеул, Південна Корея | 1                 | 1500 метрів       | 3:35.96           |
| 1991              | Чемпіонат світу              | Токіо, Японія        | 8 (півфінали)     | 1500 метрів       | 3:41.76           |